# Tensift
L’oued Tensift (en berbère : ⵜⴰⵏⵙⵉⴼⵜ - Tansift) est un fleuve du Maroc occidental, qui prend sa source dans le Haut Atlas et se jette dans l'océan Atlantique, entre Safi et Essaouira.

## Présentation
L'oued Tensift traverse la plaine du Haouz, à proximité de Marrakech, et reçoit de nombreux affluents, particulièrement sur sa rive gauche, dont l'Ourika et l'oued Chichaoua et l'oued N'Fiss. Après un cours de 250 km, il se jette dans l'Atlantique, à 33 km au sud de Safi, près de Souira Kedima. Son débit très irrégulier est presque nul en été.

## Barrages
Les barrages du bassin de l'oued Tensift sont :
- le barrage Lalla Takerkoust ;
- le barrage Sidi Mohamed Ben Slimane El Jazouli (Sidi Mḥemmed Ben Sliman Aguzul) ;
- le barrage Yacoub El Mansour (Yequb Elmenṣor).